# قوسية القوائم
قوسية القوائم (الاسم العلمي: Pholcoidea) هي فصيلة عليا، في تحت رتبة رتيلاوات الشكل.

## أصنوفات
الأصنوفات الأدنى لهذا الكائن:
- كود سباركل
- تحديث القائمة